# Nhân vị tính
Nhân vị tính (hay bản vị cá nhân, nhân trạng, nhân cách, nhân tính, tính người, tiếng Anh: personhood) là tình trạng đối tượng đang tồn tại như một cá nhân (person). Định nghĩa nhân vị tính là một chủ đề gây tranh cãi trong triết học và luật học. Định nghĩa này liên quan chặt chẽ đến các khái niệm chính trị và pháp lý như quyền công dân (citizenship), bình đẳng trước pháp luật và tự do. Theo luật, chỉ thể nhân (tự nhiên nhân) hoặc nhân cách pháp lý mới có các quyền lợi, được bảo hộ, có các đặc quyền, có trách nhiệm, và có trách nhiệm pháp lý.